# القبة الحديدية
القبة الحديدية (بالعبرية: כיפת ברזל) هو نظام دفاع جوي بالصواريخ ذات قواعد متحركة، طورته شركة رافئيل لأنظمة الدفاع المتقدمة والهدف منه هو اعتراض الصواريخ قصيرة المدى والقذائف المدفعية.
في فبراير 2007، اختار وزير الدفاع الإسرائيلي عمير بيرتز نظام القبة الحديدية كَحلٍّ دفاعي لإبعاد خطر الصواريخ قصيرة المدى عن إسرائيل.، منذ ذلك الحين بدأ تطور النظام الذي بلغت كلفته 210 مليون دولار بالتعاون مع الجيش الإسرائيلي وقد دخل الخدمة في منتصف عام 2011 م.

## الحاجة للنظام
ظهرت الحاجة المُلحِّة لنظام دفاع يحمي إسرائيل من الصواريخ قصيرة المدى بعد حرب تموز 2006 حيثُ أطلق حزب الله ما يزيد عن 4000 صاروخ كاتيوشا قصير المدى سقطت في شمال إسرائيل وأدّت إلى مقتل 44 إسرائيليًا وأدّى التخوف من هذه الصواريخ إلى لجوء حوالي مليون إسرائيلي إلى الملاجئ. كذلك أكد هذا الأمر استمرار حركة حماس وبعض الفصائل الفلسطينية بإطلاق الصواريخ حيثُ أطلق ما يزيد عن 8000 صاروخ كان آخرها إطلاق صواريخ من عيار 122 ملم.

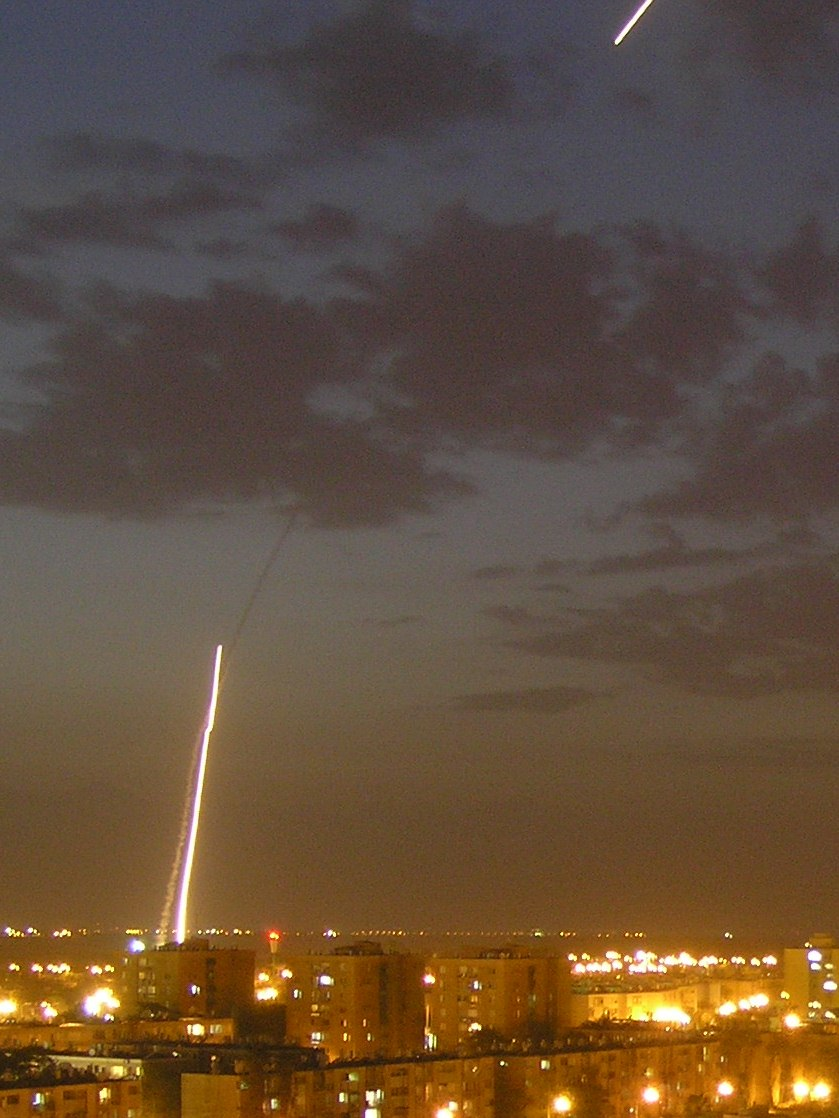
اعتراض صاروخ فلسطيني

## النظام
النظام مخصص لصد الصواريخ قصيرة المدى والقذائف المدفعية من عيار 155 ملم والتي يصل مداها إلى 70 كم ويعمل في مختلف الظروف وتشمل المنظومة جهاز رادار ونظام تعقب وبطارية مكونة من 20 صاروخ اعتراضي تحت مسمى (TAMIR) وقد بدأت إسرائيل نشر هذا النظام حول قطاع غزة ودخلت حيز التشغيل في النصف الثاني من عام 2010 م.

## سبب التسمية
كان لدى رئيس المشروع الكولونيل س. وفريقه في (إدارة تطوير أسلحة والبنية التحتية التكنولوجية) وقت قليل من أجل ابتكار اسم مناسب للمشروع، وفقاً للكولونيل س. «أول اسم خطر لي هو (مضاد القسام) ولكن عندما بدأنا بالمشروع أدركت بأنه اسم غير جيد، فجلست أنا وزوجتي من أجل ابتكار اسم مناسب، فاقترحت اسم Tamir كاسم للصواريخ اختصاراً لـ טיל מיירט والتي تعني (الصوارخ الاعتراضية) واسم (القبة الذهبية) للمشروع ككل وفي الأيام التالية تم الموافقة على اسم Tamir، ولكن كان هناك مشكلة مع اسم القبة الذهبية فلقد كان مبالغ فيه وتم تغييره إلى القبة الحديدية».

## الانتقادات
انتقدت «القبة الحديدية» لتكلفتها الباهظة حسب البعض. حيث تقدر تكلفة الصاروخ المعترض ما بين 35 ألف و 50 ألف دولار، وحتى 62 ألف دولار وفقاً لمصدر فرنسي.
كما صدرت انتقادات حول عدم فعالية القبة الحديدية أمام صواريخ القسام إذا أطلقت على مسافات قصيرة جدا. وباعتبار وجود نظام مضاد للصواريخ آخر أكثر فعالية هو «نوتيلوس الليزر» (Nautilus laser). فمن 1995 إلى 2005، طورت الولايات المتحدة وإسرائيل نظام نوتيلوس ولكن جرى تخلي عنه بدعوى عدم قابليته للتجسيد. ومع ذلك، فقد اقترحت وزارة الدفاع الأمريكية شركة نورثروب غرومان لتطوير نموذج أولي متقدم من نوتيلوس سمي Skyguard.
يستخدم Skyguard شعاع ليزر على صواريخ الاعتراض. وتكلفة كل طلقة تكون ما بين ألف وألفا دولار وباستثمارات تبلغ 180 مليون دولار، وتقول شركة نورثروب غرومان أنه من الممكن نشر النظام في 18 شهرا. رفض المسؤولون الإسرائيليون الاقتراح نظرا لضيق الوقت والتكلفة الإضافية. وأصروا على التحسن الذي طرأ مؤخرا على القبة الحديدية، كنظام قادر تماما على اعتراض صواريخ القسام.
وفي مقال له في صحيفة هآرتس في يناير 2010، قال رؤوفين بيداتسور، المحلل العسكري والأستاذ في جامعة تل أبيب، أن القبة الحديدية كانت أكبر عملية احتيال ضخمة، مع العلم أن زمن رحلة صاروخ قسام إلى سديروت هو 14 ثانية، في حين أن نظام القبة الحديدية يحدد ويعترض الصاروخ بعد 15 ثانية. هذا يعني أن النظام لا يمكن اعتراض الصواريخ ذات مدى أقل من 5 كم. ويلقي المؤلف الضوء على الفجوة الكبيرة بين تكلفة القبة الحديدية صاروخ (50 ألف دولار) وتكلفة صاروخ القسام (300 دولار أو 1000 دولار). رغم أنه أقل كلفة من صواريخ سام الأخرى (440 ألف دولار لإطلاق صاروخ RIM-116 Rolling Airframe).
انتقادات الأستاذ بيداتسور لا أساس لها من الصحة، حسب ما أشار إليه خصمه، الجنرال المهندس دوري جولد، الرئيس التنفيذي للمشروع. فخلال العملية الإسرائيلية عمود الدفاع (نوفمبر 2012)، كان Kipat Barzel فعالا أيضا في حماية سديروت كما كان للمناطق الأخرى من الجنوب التي تعرضت لصواريخ حماس والجماعات الإسلامية الأخرى في غزة.
وأشار الجنرال دوري جولد بأن أستاذ بيداتسور بناء حساباته على نهج خاطئ لاطلاق صاروخ. وأن الصاروخ لا يتصرف مثل الرصاصة التي يكون مسارها مستقيما، وإنما يرتفع راسما قطعا مكافئا قبل أن تسقط على هدفه. ولاستهداف نقطة تقع على بعد 4 كم، فإنه يضطر لقطع مسافة 11 كم. وهكذا، فإنه يدخل مرتين في حقل كشف الرادار (الارتفاع والوقت المستغرق).
ثارت انتقادات جديدة ضد الفعالية المفترضة لنظام المضاد للصواريخ والمدفعية. وجاءت الانتقادات هذه المرة من علماء يعملون لحساب رايثيون (الشركة العالمية الرائدة في هذا المجال من الصناعة) ورافائيل (الشركة المصنعة للقبة الحديدة). والذين درسوا أشرطة الفيديو للهواة، ووجدوا أن النسبة الحقيقية للاعتراضات النجاحة هي حوالي 5% مقابل نسبة 84% التي تفتخر بها الحكومة الإسرائيلية. فالاعتراض الناجح يجب أن يظهر انفجارين، احدهم لصاروخ تامير والآخر للصاروخ أو القذيفة التي يجري اعتراضها. ولكن، أشرطة الفيديو لا تظهر في معظم الأحيان سوى انفجار صاروخ تامير.